# Splendrillia brycei
Splendrillia brycei é uma espécie de gastrópode do gênero Splendrillia, pertencente a família Drilliidae.